# Lathyrus gmelinii
Lathyrus gmelinii är en ärtväxtart som beskrevs av Karl Fritsch. Lathyrus gmelinii ingår i släktet vialer, och familjen ärtväxter. Inga underarter finns listade i Catalogue of Life.